# Joseph Breckinridge Bayne
Joseph Breckinridge Bayne (n. 28 iunie 1880, Washington, D.C., District of Columbia, SUA – d. 23 februarie 1964, Washington, D.C., District of Columbia, SUA) a fost un medic din Statele Unite ale Americii, care, care a servit în mod voluntar pe frontul român în cadrul Misiunii Crucii Roșii Britanice din Regatul României și ulterior în Muntenia ocupată, în timpul Primului Război Mondial, precum și în cadrul Misiunii Crucii Roșii Americane, pe frontul româno-ungar, în anul 1919.
Periplul lui Bayne în România a cuprins patru perioade:
- 7 decembrie 1916 (sosirea sa în București) – ultima săptămână a lunii ianuarie 1917 (preluarea de către Administrația Militară de Ocupație în România a spitalului în care lucra)[1]
- perioada în care s-a ocupat de cei mai gravi pacienți ai săi, într-un spital improvizat într-o fostă școală mânăstirească[2]
- perioada în care a luptat cu holera, la Bilciurești (Dâmbovița)[2]
- revenirea în România în cadrul Misiunii Crucii Roșii Americane, în 1919.[2]